# Ernestine von Wildenbruch
Ferdinande Christiane Friedrike Charlotte Ernestine von Wildenbruch, née von Langen (né le 31 octobre 1805 à Neumarkt, province de Silésie et mort le 2 janvier 1858 à Berlin) est une salonnière berlinoise et mère de l'écrivain Ernst von Wildenbruch.

## Biographie
Ernestine est la fille du capitaine prussien et plus tard commandant de Sarrelouis Ferdinand Carl von Langen (1765-1820) et de sa seconde épouse Christiane Eleonore, née von Schick (1774-1805). Comme sa mère décède peu de temps après sa naissance, l'ami et supérieur de son père à l'époque, le colonel Carl Andreas von Boguslawski, l'emmène chez lui en tant que fille adoptive.
En 1827, elle devient dame d'honneur de la princesse Louise Radziwiłł. Au palais Radziwill, alors centre de la vie mondaine à Berlin, elle rencontre le fils adoptif de la princesse, Louis von Wildenbruch (de) (1803–1874), fils du prince Louis-Ferdinand de Prusse issu d'une relation avec la fille du marchand Henriette Fromme (1783-1828). Après leur mariage le 9 août 1837 au château de Kochberg (de), résidence de leur amie d'enfance Louise von Stein, belle-fille de Charlotte von Stein, son mari passe de l'armée au service diplomatique. À partir de 1842, elle vit avec sa famille à Beyrouth, où son mari a été muté lorsqu'il est nommé consul général de Prusse pour la Syrie.
Lors d'un congé à domicile, elle est retenue par les événements révolutionnaires de Berlin jusqu'en 1850. Elle vit au palais Radziwill, où elle tient un salon politique. Elle suit ensuite son mari dans des postes de légation à Athènes et à Constantinople. Atteinte d'un grave cancer, elle retourne en royaume de Prusse en 1857, où elle meurt après de graves souffrances dans son appartement berlinois du 33 Zietenplatz (de). Elle est enterrée à l'ancien cimetière de garnison, aux côtés de ses parents adoptifs. La tombe n'est pas conservée, mais peut être localisée.

## Impact
Ernestine von Wildenbruch est une personnalité respectée dans les cercles de la cour et de la diplomatie ainsi qu'au ministère des Affaires étrangères, où l'on tient compte de son expérience et de son jugement. Elle exerce une grande influence sur l'activité diplomatique de son mari. Pendant la période du soulèvement politique, son salon est fréquenté de préférence par des cercles fidèles au roi.

## Travaux
- Briefe Ernestine von Wildenbruchs 1842–1857, in: Aus der preussischen Hof- und Diplomatischen Gesellschaft. Albert von Boguslawski (Hrsg.) Stuttgart und Berlin 1903.